# Vihula
Vihula (deutsch: Viol) war eine Landgemeinde im estnischen Kreis Lääne-Viru mit einer Fläche von 364,91 km². Sie hatte 2009 Einwohner (1. Januar 2010).
Vihula wurde erstmals 1241 urkundlich erwähnt. 60 % der Fläche gehörten zum Nationalpark Lahemaa. 72 % der Fläche war von Wäldern bedeckt.
Neben dem Hauptort Võsu (dt. Wösso) umfasste die Gemeinde die Dörfer Aasumetsa, Adaka, Altja, Andi, Annikvere, Eisma, Eru, Haili, Ilumäe, Joandu, Kakuvälja, Karepa, Karula, Käsmu, Kiva, Koljaku, Koolimäe, Korjuse, Kosta, Lahe, Lauli, Lobi, Metsanurga, Metsiku, Muike, Mustoja, Natturi, Noonu, Oandu, Paasi, Pajuveski, Palmse, Pedassaare, Pihlaspea, Rutja, Sagadi, Sakussaare, Salatse, Tepelvälja, Tidriku, Tiigi, Toolse, Tõugu, Uusküla, Vainupea, Vatku, Vergi, Vihula, Villandi, Võhma und Võsupere.
Zum Gemeindegebiet gehörte die nördlichste estnische Insel, Vaindloo, mit ihrem berühmten Leuchtturm. Auf dem ehemaligen Gemeindegebiet liegen die bedeutenden und gut erhaltenen ehemals deutschbaltischen Gutsanlagen von Palmse, Sagadi und Vihula. Besonders sehenswert sind die Ruinen der an der Ostsee gelegenen Ordensburg Toolse (deutsch: Tolsburg). Sie wurde 1471 durch den Ordensmeister Johann Wolthus von Herse († 1472) zum Schutz des örtlichen Hafens gegründet und im Nordischen Krieg Anfang des 18. Jahrhunderts zerstört.

## Weblinks

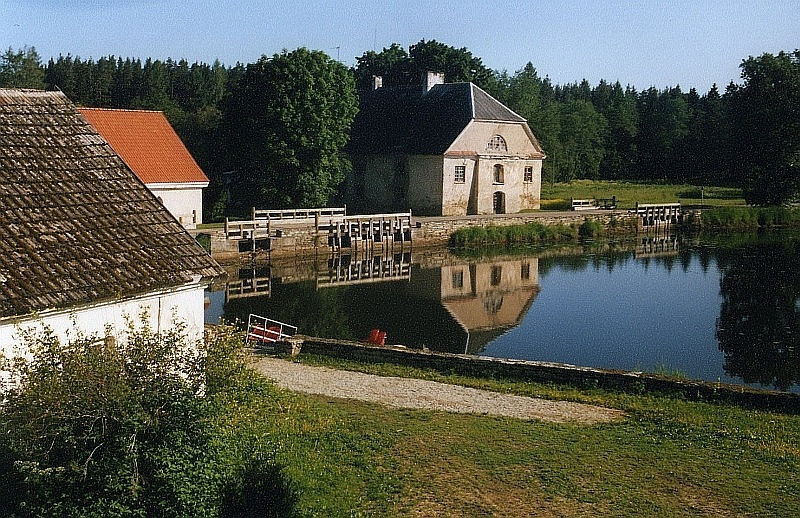
Gutsanlage von Vihula